# David Robertson
David Alan Robertson (9 de abril de 1985) es un lanzador estadounidense de béisbol profesional que juega para los Miami Marlins de las Grandes Ligas. Anteriormente jugó en 2 etapas diferentes con los New York Yankees y también con los Chicago White Sox.

## Carrera profesional

### New York Yankees
Robertson fue seleccionado por los Yanquis de Nueva York en la 17.ª ronda del draft de 2006. En 2007, jugó con tres equipos de ligas menores, donde registró marca de 8-3 con cuatro salvamentos y 0.96 de efectividad. En 2008, registró marca de 4-0, tres salvamentos y 1.68 de efectividad antes de ser llamado a Grandes ligas el 28 de junio. El 28 de agosto fue bajado a Clase AAA luego de acumular efectividad de 6.31, pero el 13 de septiembre fue llamado nuevamente por los Yanquis. En total tuvo marca de 4-0 con efectividad de 5.34 en 25 juegos con los Yanquis.
En 2009, inició la temporada en Clase AAA, siendo llamado el 19 de abril para reemplazar al lesionado Xavier Nady, aunque fue bajado inmediatamente al siguiente día para darle el cupo en la plantilla a Juan Miranda. El 25 de mayo regresó al equipo en reemplazo de Brian Bruney, y finalmente se estableció en el cuerpo de relevistas del equipo, registrando 3.30 de efectividad en 43 2⁄3 entradas lanzadas. En la postemporada, entró en labores de relevo con hombres en base en dos ocasiones, una en la Serie Divisional y otra en la Serie de Campeonato, logrando culminar la entrada sin permitir carreras en ambas ocasiones, donde además se llevó la victoria. Eventualmente los Yanquis ganarían la Serie Mundial de 2009 ante los Filis de Filadelfia, representando el primer campeonato de Robertson en su carrera.
En 2010, registró efectividad de 3.82 en 61 1⁄3 entradas, con una tasa de ponches de 10.4 por cada 9 entradas.
En 2011, inició la temporada como un relevista ocasional luego de las adiciones de Pedro Feliciano y Rafael Soriano al equipo. Sin embargo, lesiones de estos dos lanzadores y Joba Chamberlain permitieron a Robertson tomar el rol de preparador para el cerrador Mariano Rivera, donde tuvo éxito y fue invitado al Juego de Estrellas como reemplazo de David Price. Finalizó la temporada con 100 ponches, el primer relevista de los Yanquis desde Rivera en 1996 en acumular 100 ponches en una temporada. Además, lideró la liga con 1.08 de efectividad y 34 holds, que le permitieron ganar un voto tanto para el Premio Cy Young como para el Jugador Más Valioso de la Liga Americana.
En enero de 2012, acordó un contrato de un año y $1.6 millones. Luego de una lesión de Rivera a inicios de mayo que lo dejó fuera de acción por el resto de la temporada, el mánager Joe Girardi designó a Robertson y a Soriano como los cerradores del equipo, pero el mismo Robertson se lesionó el 15 de mayo y fue colocado en la lista de lesionados. Volvió al equipo el 15 de junio, pero tomó el rol permanente de preparador de Soriano. Culminó la temporada con marca de 2-7, 2.67 de efectividad y dos salvamentos en 65 juegos.
En 2013, jugó como preparador de Mariano Rivera. Registró marca de 5-1 con tres salvamentos y 2.04 de efectividad en 70 juegos.
En 2014, Robertson fue nombrado como el nuevo cerrador de los Yanquis luego del retiro de Rivera. A pesar de ser colocado en la lista de lesionados el 7 de abril, logró salvar 39 juegos en 44 oportunidades, registrando una efectividad de 3.08. Al finalizar la temporada, declinó una oferta calificada de los Yanquis por $15.3 millones para el 2015, por lo que se convirtió en agente libre.

### Chicago White Sox
En diciembre de 2014, Robertson acordó un contrato por cuatro años y $46 millones con los Medias Blancas de Chicago.

### Regreso a New York Yankees
El 18 de julio de 2017, Robertson fue transferido a los Yanquis de Nueva York junto a Todd Frazier y Tommy Kahnle a cambio de Blake Rutherford, Tyler Clippard, Ian Clarkin y Tito Polo.